# Concert and Documentary – Europe 1997
Concert and Documentary – Europe 1997 je živé DVD rockové skupiny Iron Butterfly, nahrané při jejich "European Tour" v roce 1997 (někde se špatně uvádí 1977). Na albu jsou dvě dosud nikde studiově nevydané skladby "Silent Screaming" a "Whispers in the Wind". DVD také obsahuje rozhovory se členy skupiny, tedy: Doug Ingle, Lee Dorman, Ron Bushy a Erik Barnett. (v době, kdy rozhovory dělali už Derek Hilland s kapelou nehrál). Při rozhovoru se také ukáže Steve Howe ze skupiny Yes, který vzpomíná dobu, kdy Yes dělali předkapelu v té době známějším Iron Butterfly. Hrají písně z jejich prvních čtyř alb (Heavy, In-A-Gadda-Da-Vida, Ball a Metamorphosis) plus dvě nové písně "Silent Screaming" a "Whispers in the Wind".

## Seznam skladeb
| Pořadí | Název                    | Délka |
| ------ | ------------------------ | ----- |
| 1.     | Introduction             |       |
| 2.     | Iron Butterfly Theme     |       |
| 3.     | Unconscious Power        |       |
| 4.     | In the Time of Our Lives |       |
| 5.     | Flowers and Beads        |       |
| 6.     | Silent Screaming         |       |
| 7.     | Butterfly Blue           |       |
| 8.     | Whispers in the Wind     |       |
| 9.     | In-A-Gadda-Da-Vida       |       |

## Sestava
- Doug Ingle (klávesy, zpěv)
- Lee Dorman (basová kytara, zpěv)
- Ron Bushy (bicí)
- Erik Barnett (kytara, zpěv)
- Derek Hilland (klávesy, zpěv)